# アントニオ・パスクアル・デ・ボルボン
アントニオ・パスクアル・デ・ボルボーン・イ・サホニア（Antonio Pascual de Borbón y Sajonia, 1755年12月31日 - 1817年4月20日）は、スペインの王族、スペイン王子（Infante de España）。スペイン王カルロス3世とマリア・アマリア・フォン・ザクセンとの五男で、カルロス4世および両シチリア王フェルディナンド1世の弟。全名はアントニオ・パスクアル・フランシスコ・ハビエル・フアン・ネポムセーノ・アニェージョ・ライムンド・シルベストレ（Antonio Pascual Francisco Javier Juan Nepomuceno Aniello Raimundo Silvestre de Borbón y Sajonia）。

## 生涯
アントニオはすぐ上の兄ガブリエルと同様、知的で芸術の嗜みのある人文主義者であった。また彼は兄王カルロス4世に容貌が酷似していたという。アントニオは1795年8月25日、40歳の時にカルロス4世の娘で16歳の姪マリア・アマリア（1779年 - 1798年）と結婚したが、アマリア王女は結婚した3年後に、子供をもうけないまま早死した。
宮廷政治においては、アントニオは甥で義弟のアストゥリアス公フェルナンド（後のフェルナンド7世）を応援し、宰相マヌエル・デ・ゴドイを目の敵にしていた。スペイン独立戦争中、アントニオは他のスペイン王家の人々と一緒に、フランスのヴァランセで幽閉生活を送っていた。スペイン独立戦争終結後、絶対王政の熱心な信奉者だったアントニオは、スペインにおける絶対主義体制の再構築を精力的に支えた。